# Нормализовани број
Реални број се назива нормализованим, ако је представљен у форми:
{\displaystyle \pm d_{0}.d_{1}d_{2}d_{3}\dots \times 10^{n}}
где је n цео број, {\displaystyle d_{0},} {\displaystyle d_{1},} {\displaystyle d_{2}}, {\displaystyle d_{3}}... су цифре бројчане базе 10, и {\displaystyle d_{0}} је различит од нуле. 
Пример броја {\displaystyle x=918.082} у нормализованој форми је 
{\displaystyle 9.18082\times 10^{2}},
док је број −0.00574012 у нормализованој форми
{\displaystyle -5.74012\times 10^{-3}.}
Јасно је да сваки број који је различит од нуле може бити нормализован.
Иста дефиниција важи и за бројеве представљене у некој другој бројевној бази (са основом која није 10). 
У бази b нормализовани број ће имати облик
{\displaystyle \pm d_{0}.d_{1}d_{2}d_{3}\dots \times b^{n},}
где поново {\displaystyle d_{0}\not =0,} и „цифре“ {\displaystyle d_{0},} {\displaystyle d_{1},} {\displaystyle d_{2}}, {\displaystyle d_{3}}... 
су цели бројеви између {\displaystyle 0} и {\displaystyle b-1}.
Конвертовање броја у основу 2 и нормализовање су први кораци при записивању реалног броја у облику броја у покретном зарезу у рачунару.